# Félix Bracquemond

Bracquemond, fotografiado por Nadar.

Félix Bracquemond (París, 1833-Sèvres, 1914) fue un pintor, grabador y diseñador francés. Parte de su fama actual se debe a su esposa, Marie Bracquemond, destacada pintora impresionista, con quien se casó en 1869.

## Vida y obra
Se formó en su juventud como litógrafo industrial, hasta que Joseph Guichard, discípulo de Ingres, le llevó a su estudio. Allí Bracquemond se inició en la pintura. Un retrato de su abuela, pintado a los 19 años, llamó la atención de Théophile Gautier en el Salón de París.
Se inició en el grabado en metal y al aguafuerte hacia 1853, y tuvo un papel clave en la recuperación de dicha técnica en Francia; para lo cual dejó de pintar. Fue uno de los miembros fundadores de la Societé des aquafortistes (1862). 
Realizó aproximadamente unas 800 planchas, de paisajes, retratos, escenas de la vida contemporánea y estudios de aves, además de reproducciones de pinturas de numerosos artistas como Tiziano y Diego Velázquez (un retrato de la infanta Margarita Teresa de Austria en 1872) hasta Corot, Meissonier, Millet, Bouguereau, Gustave Moreau y diversos impresionistas, donde también se encontraba su esposa. Su grabado El rey David copiando un cuadro de Moreau (ahora en el Hammer Museum de Los Ángeles) recibió una medalla de honor en el Salón de París de 1884.

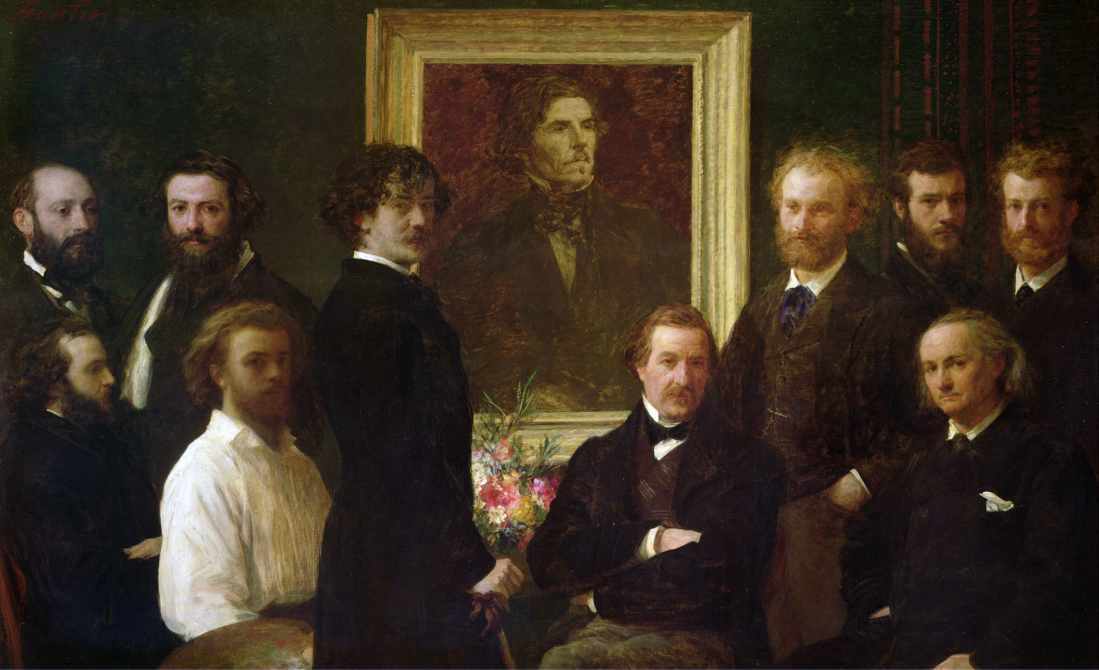
Homenaje a Delacroix, retrato colectivo pintado por Henri Fantin-Latour (1864, Museo de Orsay, París). Félix Bracquemond es el penúltimo personaje del lado derecho.

También trabajó en la decoración de piezas de porcelana. Tras una relación con la factoría de Sèvres en 1870, aceptó un empleo como director artístico en la sede parisina de la firma Haviland de Limoges. Introdujo novedades en el diseño de vajillas, como la estética oriental, gracias a las estampas japonesas que se empezaban a poner de moda.
Apoyó a los impresionistas, a varios de los cuales animó a grabar (Manet, Degas, Pissarro) y fue amigo de otros múltiples artistas, como Whistler. Junto con ellos, es uno de los personajes del cuadro Homenaje a Delacroix, que Henri Fantin-Latour pintó en 1864. 
Coincidiendo con la progresiva asimilación del impresionismo, Bracquemond recibió diversos galardones, como el título de caballero de la Legión de Honor en 1882 y la gran medalla de la Exposición Universal de París (1900).

## Selección de obras

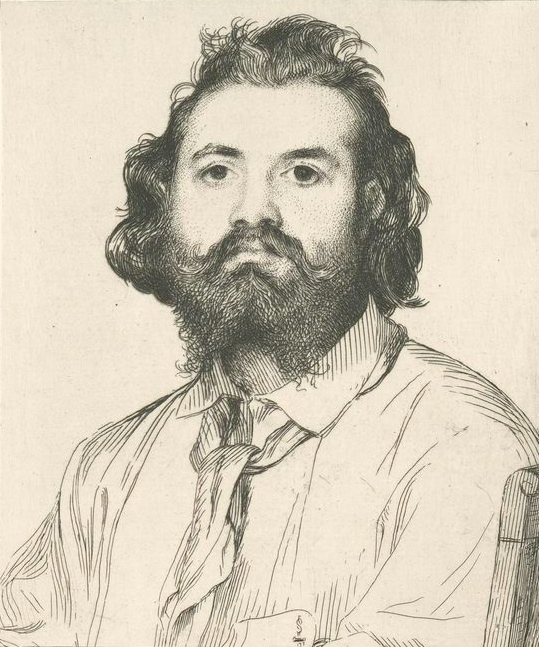
Retrato del escultor Zacharie Astruc
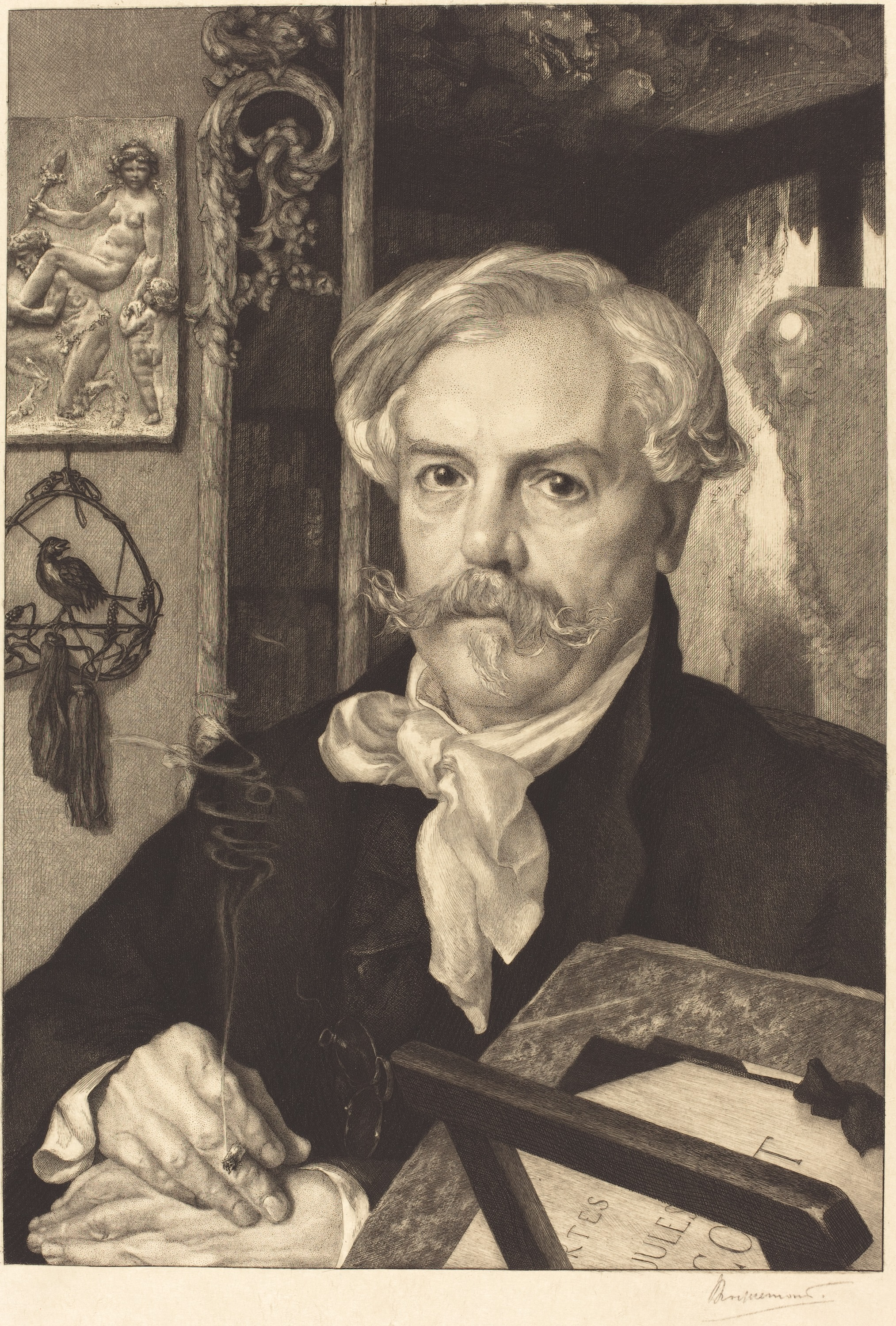
Retrato de Edmond de Goncourt
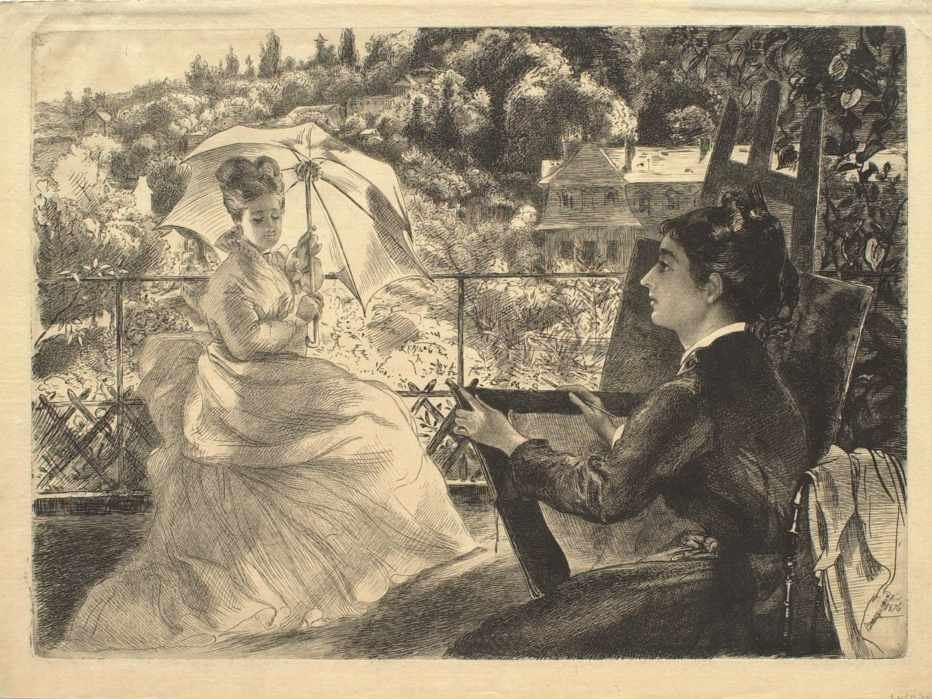
Terraza en Villa Brancas, grabado según una pintura de Marie Bracquemond
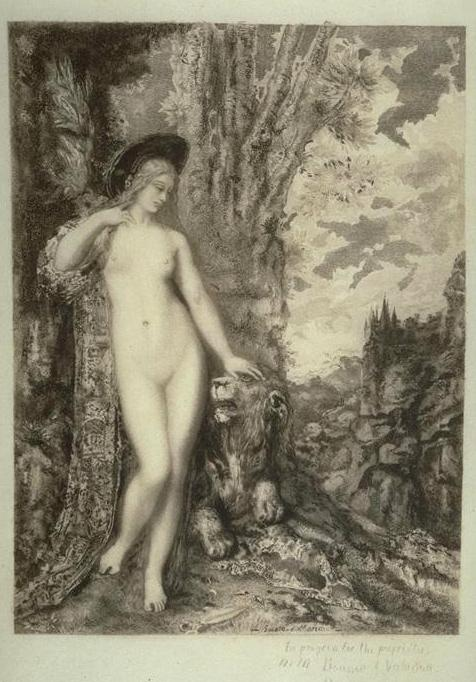
El león amoroso, grabado de Bracquemond según diseño de Gustave Moreau inspirado en una fábula de La Fontaine
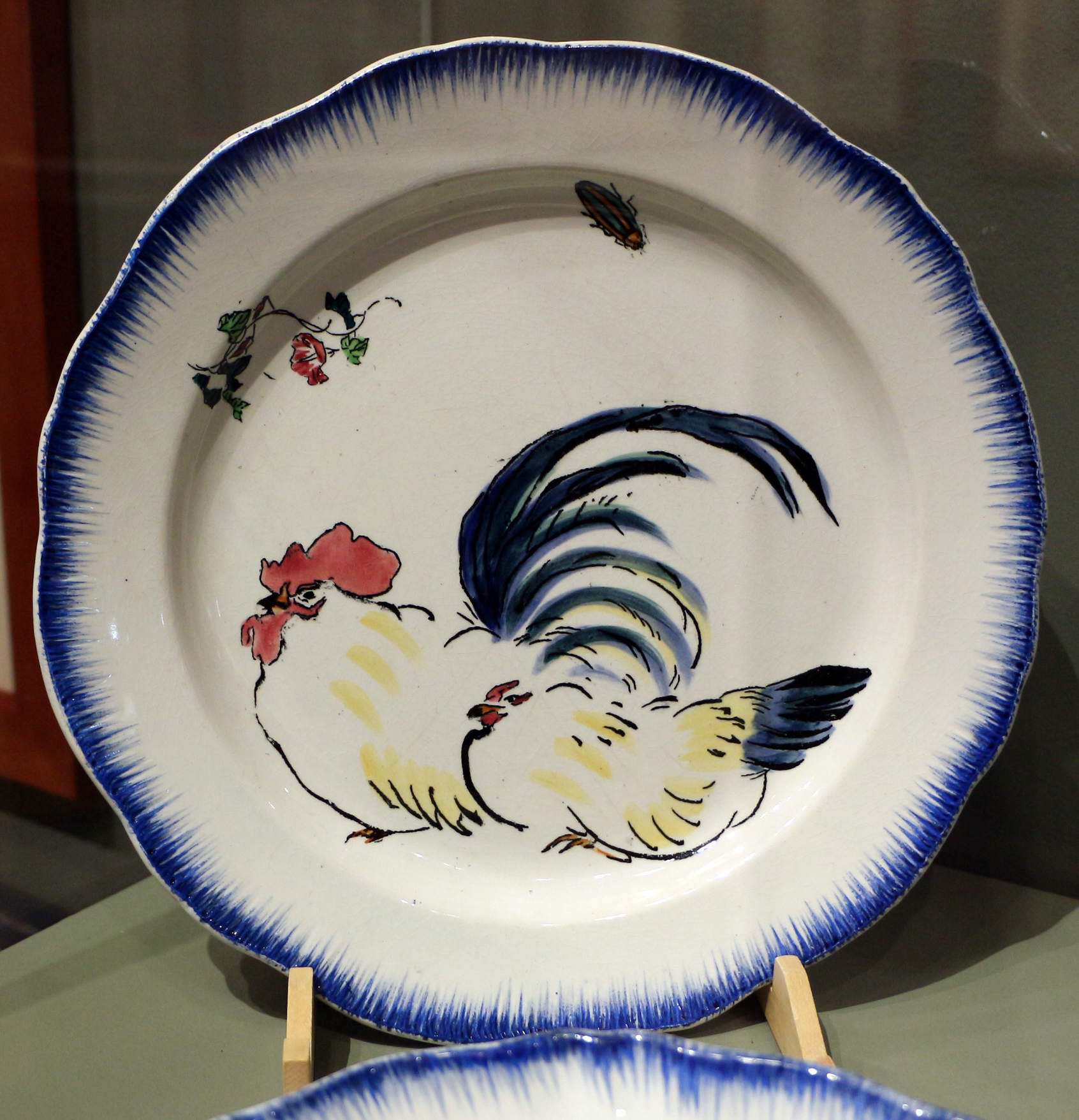
Plato según un diseño de Bracquemond

- Datos: Q633574
- Multimedia: Félix Bracquemond / Q633574